# 동국대학교경주병원
동국대학교경주병원(東國大學校慶州病院)은 동국대학교 의료원 산하 병원이다. 동국대학교 경주캠퍼스보다 조금 남쪽에 있으며, 의과대학과 같이 있다.